# Psalidognathus vershinini
Psalidognathus vershinini (лат.) или псалидогнатус Вершинина - вид жуков-усачей, крупные прионины из Южной Америки рода Psalidognathus.

## Распространение
Вид обитает на территории Эквадора.

## Этимология
Вид назван в честь историка, русского писателя и политолога Вершинина Льва Рэмовича.
Название рода Psalidognathus является производным от греческих слов ψαλίδι (псалиди) — «ножницы» и γνάθος (гнатос) — «челюсти».
Соответственно, для любителей русской словесности Psalidognathus vershinini это «ножницечелюстник Вершинина».